# Hulu missionshus
Hulu missionshus är en kyrkobyggnad i Västra Harg. Kyrkan tillhör Västra Hargs missionsförsamling som var ansluten till Svenska Alliansmissionen.

## Instrument
I kyrkan finns ett harmonium.